# 14061 Nagincox
14061 Nagincox este un asteroid din centura principală de asteroizi.

## Descriere
14061 Nagincox este un asteroid din centura principală de asteroizi. A fost descoperit pe 13 februarie 1996 la Cima Ekar de Ulisse Munari și Maura Tombelli. Asteroidul prezintă o orbită caracterizată de o semiaxă mare de 2,43 ua, o excentricitate de 0,13 și o înclinație de 6,1° în raport cu ecliptica.